# Prodik
Prodik iz Keosa, starogrški filozof, ki je pripadal prvi generaciji sofistov, imenovanih tudi starejši sofisti. Živel je od okoli 465 do 395 pred našim štetjem.  V Atene je prešel kot diplomat iz Keosa in je postal znan tako kot govorec kot tudi učitelj. V primerjavi z ostalimi sofisti, ga je Platon cenil. Poleg tega je v mnogih Platonovih dialogih Sokrat prikazan kot Prodikov prijatelj. Poučeval je naturalizem in etiko, govorništvo pa je s kritično analizo pravilne rabe jezika povzdignil na zahtevnejšo raven.

### Življenje in delo
Prodik se je rodil v Ioulidi na otoku Keos v Kikladih, rojstnem kraju pesnika Simonida, katerega je cenil. Prodik je pogosto službeno  prihajal v Atene, da bi zastopal interese svojega polisa in zbudil pozornost atenskih meščanov s svojim govorniškim talentom. Komediograf Aristofan ima v Oblakih in Ptičih boljše mnenje o njem kot o njegovem sodobniku Sokratu. V nekaterih Platonovih dialogih je omenjen kot njegov prijatelj in družabnik Plutarh ga tako kot Platon opisuje vitkega in šibkega, to omenja tudi Platon.
Poznano je njegovo razmišljanje ohranjeno v Ksenofontovih Spomini na Sokrata o junaku Herakleju in njegovi izbiri, ali naj na pragu odraslosti ubere moralno krepostno življenje polno preprek ali pa se preda telesnim nasladam in uživa razkošje. Heraklej je izbral Krepost.
Podobno kot Protagora se je tudi Prodik veliko ukvarjal s preučevanjem jezikoslovja. Več Platonovih dialogov omenja Prodikovo jezikovno teorijo in njen velik pomen.

### Izvor religije
Najpomembnejše Prodikovo delo je teorija o izvoru religije. Tako kot nekateri njegovi kolegi sofisti, razlaga vero v okviru naturalizma. Verjel je, da so ljudje najprej častili Sonce, Luno, reke, jezera kot bogove, zato ker so jim le-ti omogočali preživetje. Kot dokaz za svojo teorijo navaja kult Nila v Egiptu. Bogove obravnava kot personifikacije sonca, lune, rek, vodnjakov, in vse drugo, kar prispeva k udobju našega življenja. Zaradi tega je bil večkrat obtožen ateizma. "Njegova teorija je bila, da je primitivni človek tako navdušen nad darili narave, da je verjel, da so le-te odkritje božanstva. Ta teorija ni le izjemna za svoj racionalizma, ampak tudi za njeno razločevanje tesne povezave religije in kmetijstva.